# Peter Pan (film din 1953)
Peter Pan este un film de animație din 1953, produs de Walt Disney Feature Animation și lansat inițial de Walt Disney Pictures.
În limba română vocea Căpitanului Hook este asigurată de actorul Șerban Pavlu. 

## Prezentare
Peter Pan îi duce pe Wendy și frații săi în magica Țară de Nicăieri. După ce îl urmează pe Peter Pan și însoțitoarea sa Tinker Bell, trecând „pe lângă a doua stea, la dreapta, apoi drept înainte până în zori”, ei explorează insula și ascunzătoarea secretă a lui Peter, împreună cu Băieții Pierduți, apoi se luptă la mare înălțime cu pirați și Capitanul Hook.